# Joseph A. A. Burnquist
Joseph A. A. Burnquist, nome completo Joseph Alfred Arner Burnquist (Dayton, 21 luglio 1879 – Minneapolis, 20 gennaio 1961), è stato un politico e avvocato statunitense.
Fu eletto vicegovernatore nel 1912, e successivamente divenne governatore dopo la morte del governatore in carica Winfield Scott Hammond dal 1915 al 1921. In seguito fu anche Procuratore Generale del Minnesota dal 2 gennaio 1939 fino al 3 gennaio 1955.

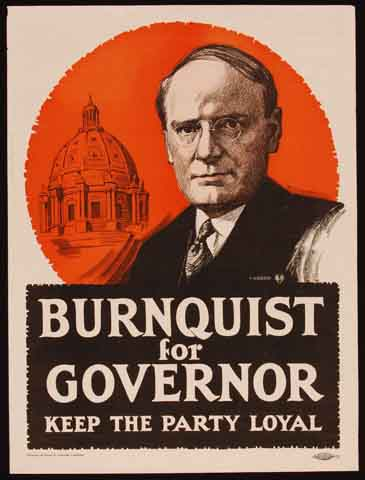
Manifesto della campagna elettorale di Burnquist nel 1918

## Biografia
Burnquist nacque nel 1879 a Dayton, in Iowa, e praticò legge prima di trasferirsi a St. Paul, dove entrò in politica. Durante il suo secondo mandato come vicegovernatore, il governatore Hammond morì e Burnquist gli succedette.
Visse tempi turbolenti data l'entrata nella prima guerra mondiale degli Stati Uniti. Non tutti gli americani supportarono il coinvolgimento degli Stati Uniti in una guerra europea, e questa sensazione era alta in Minnesota a causa delle insoddisfazioni tra i contadini e gli operai, che erano più interessati alla politica interna che al conflitto d'oltremare. Attraverso la Commissione del Servizio Sanitario, che Burnquist creò nel 1917 per monitorare il sentimento dell'opinione pubblica verso la guerra, furono represse le manifestazioni pacifiste. La Commissione, apparentemente nonpartisan, si oppose fermamente ad ogni azione considerata sospetta o antiamericana.
Oltre alle questioni di guerra, Burnquist inoltre avviò una normativa per migliorare le strade statali, i rapporti di lavoro e soprattutto la salvaguardia dei bambini. Dopo aver concluso il suo mandato come governatore, praticò per 17 anni legge prima di diventare Procuratore generale di Stato nel 1936. Burnquist morì all'età di 81 anni a Minneapolis.